# Butch Hartman

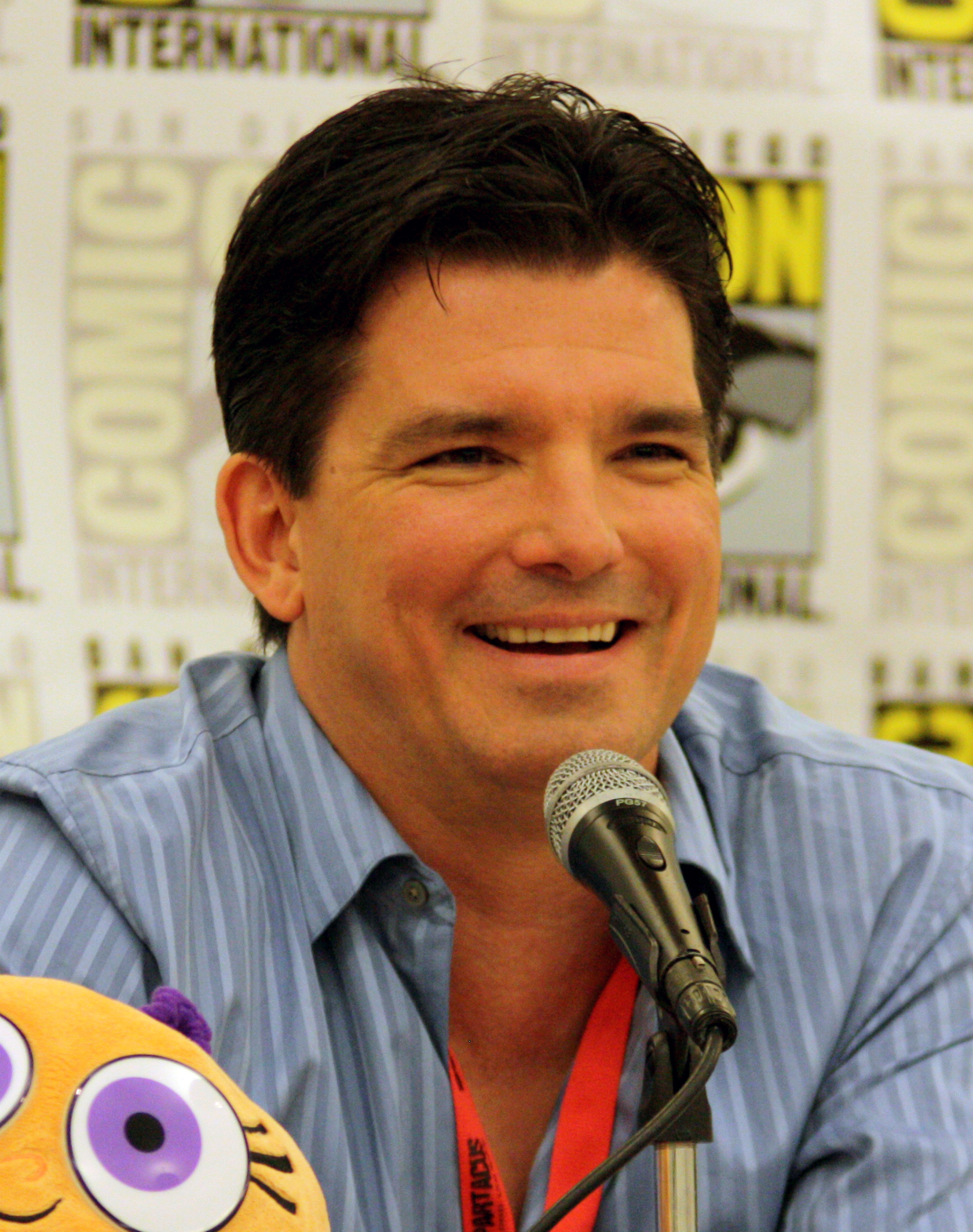
Butch Hartman

Elmer Earl „Butch“ Hartman IV (* 10. Januar 1965 in Highland Park, Michigan) ist ein US-amerikanischer Animator, Regisseur, Drehbuchautor, Executive Producer, Storyboard-Artist und Produzent. Er erfand die Zeichentrickserien Cosmo und Wanda – Wenn Elfen helfen, Danny Phantom, T.U.F.F. Puppy und Bunsen ist ein Biest.

## Werdegang
Hartman verbrachte seine Kindheit in Roseville, Michigan, und seine Jugend in New Baltimore, Michigan. In seiner Jugend erhielt er den Spitznamen Butch, den er auch als Erwachsener verwendete. Im Jahr 1983 studierte er an der Anchor Bay High School, später besuchte er das California Institute of the Arts.
Während seiner Zeit am California Institute of the Arts erhielt Hartman die Chance, als Animator bei dem Film Feivel, der Mauswanderer mitzuwirken. Nach seinem Abschluss wurde er als Charakter-Designer für die Zeichentrickserie My Little Pony eingestellt. Später arbeitete er bei den Zeichentrickserien Adventures of Sonic the Hedgehog, Captain N und Gadget Boy mit. Hartman wurde unter anderem Regisseur und Storyboard-Artist für mehrere Hanna-Barbera-Produktionen. Dazu zählten Dexters Labor, Cow and Chicken und Johnny Bravo. Nachdem er seinen Vertrag bei Hanna-Barbera gekündigt hatte, produzierte Hartman mit Fred Seibert die Oh Yeah!-Cartoons. Mit Seth MacFarlane konzipierte er den Kurzfilm Zoomates. MacFarlane benannte nach ihm einen Charakter aus Family Guy, Dr. Elmer Hartman. Butch Hartman und seine Serie „Cosmo und Wanda“ fanden auch in der Serie Big Time Rush Erwähnung, er wurde aber von einem anderen Schauspieler gespielt. Nach 20 Jahren in den Nickelodeon-Studios (seit Dez, 1997), verließ Hartman das Studio. Die Meldung und den Grund dafür gab er auf seinem Youtube-Kanal am 9. Februar 2018 an.
Hartmans größter Erfolg kam 1997, als er die Zeichentrickserie Cosmo und Wanda – Wenn Elfen helfen erfand (auf die Idee kam er während einer Autofahrt mit Fred Seibert zu den Nickelodeon-Studios). Ursprünglich war sie eine Reihe von TV-Kurzfilmen der Oh Yeah!-Cartoons. 2001 entstand die vollständige Serie. Neben SpongeBob Schwammkopf zählt Cosmo und Wanda zu den erfolgreichsten Zeichentrickserien der Welt. Aufgrund des Erfolges bat Nickelodeon Hartman, eine weitere Serie zu entwickeln. Im Jahr 2004 wurde Hartmans neue Serie Danny Phantom in den USA veröffentlicht. Die Idee zum gleichnamigen Charakter hatte er bereits im Jahr 2001 während einer Autofahrt von Las Vegas nach Los Angeles. 2006 wurden weitere Episoden von Cosmo und Wanda produziert, die 7. Staffel wurde seit dem 18. Februar 2008 in den USA gesendet. Die Produktion von Danny Phantom endete am 24. August 2007.
Hartman war auch Drehbuchautor und ausführender Produzent des Zeichentrickfilms Doogal. Dieser wurde am 24. Februar 2006 ausgestrahlt und spielte 7 Millionen Dollar ein.
Hartman lebt in Bell Canyon, Kalifornien, mit seiner Frau und seinen beiden Töchtern (Stand: 2008).

## Filmografie (Auswahl)

### Produzent

#### Filme
- 1985: Petey and the Wolf (Kurzfilm)
- 1998: Zoomates (Kurzfilm)
- 2002: Dan Danger (Fernsehfilm)
- 2004: Jimmy Neutron vs. Timmy Turner: Gefangen in der Welt der Feen[3] (Fernsehfilm)
- 2006: Jimmy Neutron vs. Timmy Turner 2: Freitag, der 13.[3] (Fernsehfilm)
- 2006: Doogal
- 2006: Cosmo & Wanda: Von Ramme sucht den Superstar[3] (Fernsehfilm)
- 2006: Jimmy Neuron vs. Timmy Turner 3: Ein hinreißend gelungener Schurke[3] (Fernsehfilm)
- 2011: Ein Cosmo & Wanda Movie: Werd’ erwachsen Timmy Turner!
- 2012: Cosmo & Wanda – Ziemlich verrückte Weihnachten
- 2014: Cosmo & Wanda – Auwei Hawaii

#### Serien
- 1998–1999: Oh Yeah! Cartoons (8 Folgen)
- 2001: The Adventures of Crimson Chin and Cleft the Boy Chin Wonder (Miniserie)
- 2001–2017: Cosmo & Wanda – Wenn Elfen helfen
- 2004–2007: Danny Phantom
- 2010–2015: T.U.F.F. Puppy
- 2012–2013: Aaaah! – Das Achterbahnquiz
- 2017–2018: Bunsen ist ein Biest (20 Folgen)
- 2017–2018: The Garden (Miniserie)
- 2019–2020: HobbyKids Adventures
- 2019–2021: The Noog Network (18 Folgen)
- 2022: Cosmo & Wanda: Wenn Elfen weiterhelfen
- 2024: Fairly OddParents: A New Wish (1 Folge)
- 2024: The Big Blue Book

### Drehbuch

#### Filme
- 1985: Petey and the Wolf (Kurzfilm)
- 1998: Where’s the Wand? (Fernsehkurzfilm)
- 2002: Dan Danger (Fernsehfilm)
- 2004: Jimmy Neutron vs. Timmy Turner: Gefangen in der Welt der Feen[3] (Fernsehfilm)
- 2006: Jimmy Neuron vs. Timmy Turner 2: Freitag, der 13.[3] (Fernsehfilm)
- 2006: Doogal
- 2006: Cosmo & Wanda: Von Ramme sucht den Superstar[3] (Fernsehfilm)
- 2006: Jimmy Neuron vs. Timmy Turner 3: Ein hinreißend gelungener Schurke[3] (Fernsehfilm)
- 2011: Ein Cosmo & Wanda Movie: Werd’ erwachsen Timmy Turner!
- 2012: Cosmo & Wanda – Ziemlich verrückte Weihnachten
- 2012: Robot Chicken: DC Comics Special (Fernsehfilm)
- 2014: Cosmo & Wanda – Auwei Hawaii
- 2017: I Think My Dad’s a Superhero

#### Serien
- 1997: Johnny Bravo (8 Folgen)
- 1998–1999: Oh Yeah! Cartoons (6 Folgen)
- 2001: The Adventures of Crimson Chin and Cleft the Boy Chin Wonder (Miniserie)
- 2001–2017: Cosmo und Wanda – Wenn Elfen helfen (The Fairly OddParents)
- 2004–2007: Danny Phantom
- 2007–2008: Skunk Fu! (10 Folgen)
- 2010–2015: T.U.F.F. Puppy
- 2012–2013: Aaaah! – Das Achterbahnquiz
- 2017–2018: Bunsen ist ein Biest (Bunsen is a Beast)
- 2017–2018: The Garden (Miniserie)
- 2019–2021: HobbyKids Adventures
- 2019–2021: The Noog Network (6 Folgen)
- 2022: Cosmo & Wanda: Wenn Elfen weiterhelfen
- 2024: Fairly OddParents: A New Wish (Originaltitel, 16 Folge)
- 2024: The Big Blue Book

### Animator

#### Filme
- 1994: Scooby Doo in 1001 Nacht (Charakterdesign)
- 1995: Toy Story (Character-Design: Animation)
- 1998: Zoomates (Kurzfilm, Charakterdesign)
- 2013: Die Eiskönigin: Völlig unverfroren
- 2021: Raya und der letzte Drache (Animator)

#### Serien
- 1991–1993: Tom & Jerry Kids (Charakterdesign, 52 Folgen)
- 2004–2007: Danny Phantom (Original Charakterdesign)
- 2010–2015: T.U.F.F. Puppy (Original Charakterdesign)
- 2001–2017: Cosmo und Wanda – Wenn Elfen helfen (Original Charakterdesign u. a.)
- 2017–2018: Bunsen ist ein Biest (Original Charakterdesign)